# エトワー

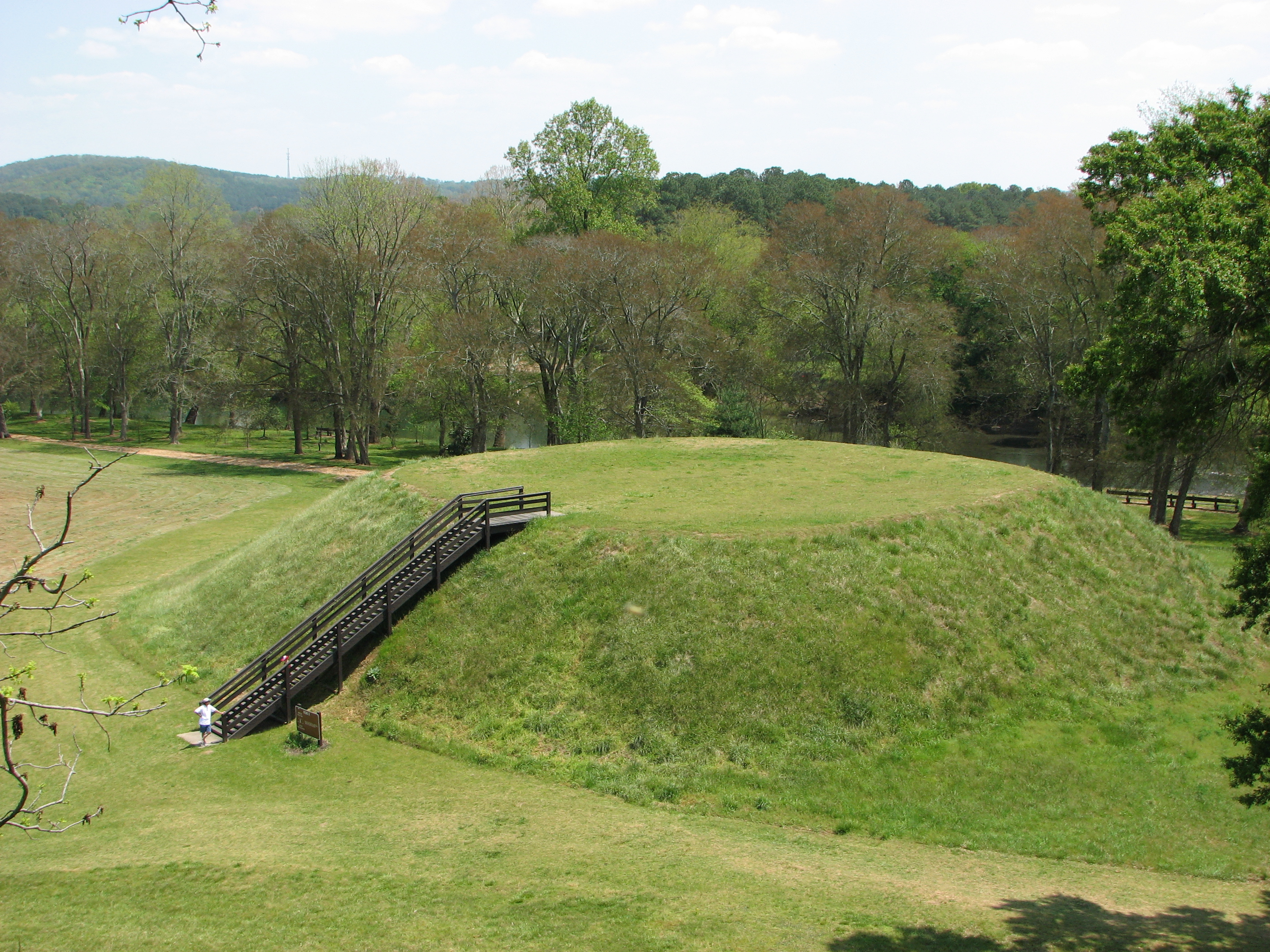
エトワー、マウンドAからみたマウンドB

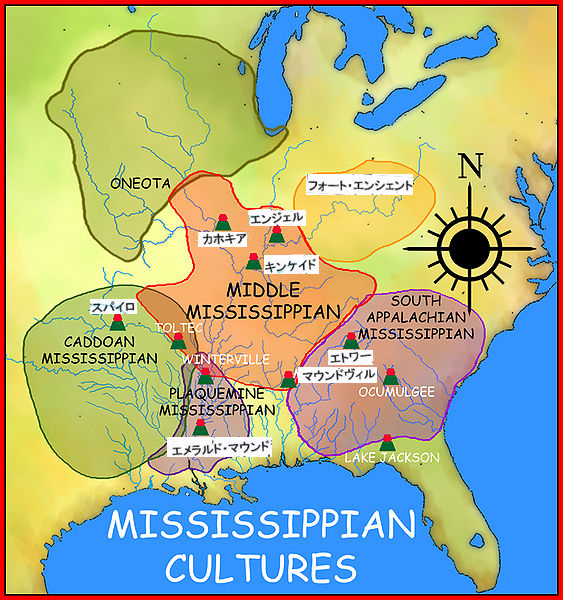
ミシシッピ文化における主な遺跡の位置

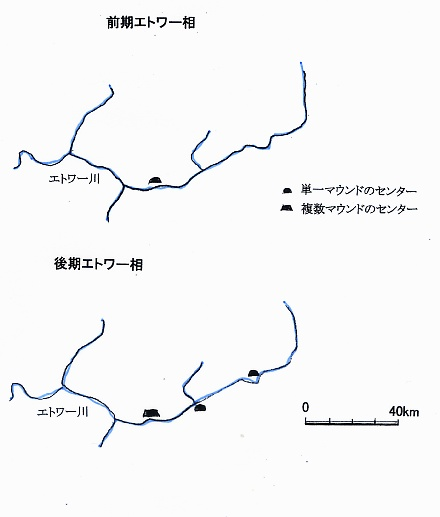
前期及び後期エトワー相のエトワー河谷の様相

エトワー（Etowah）遺跡は、アメリカ合衆国ジョージア州の北西端、バルトウ（Bartow）郡のエトワー川北岸に所在するミシシッピ文化期の地域的な中心をなす祭祀センターである。エリート階層の墳墓が集中するマウンドCから、サザン・カルトないし、アントニオ J.ウオーリング（Antonio J.Waring）によってSoutheastern Ceremonial Complex（「南東部儀礼複合」）と呼称される一連の広範な美術スタイル、祭礼具、儀礼的な主題が刻まれ、施文された豪華なおびただしい副葬品が出土したことによって知られている。
エトワーは、1883年のスミソニアン研究所のサイラス・トマスとジョン・ローガン(John P. Rogan)によってはじめて試掘調査が行われて以来、1925年から1928年まで発掘調査では、ウォーレン・キング・ムーアヘッド（Warren K.Moorehead）によってマウンドCから「サザン・カルト」の代表的な図像表現である「翼をつけて首級を持った人物」像が刻まれた、死者を祭る宗教儀礼に用いられたと考えられる貝製の「のどあて」（shell gorget）などが発見された。このように、今日に至るまで、マウンドFを除いて数多くの試掘調査や発掘調査が行われ、大まかな全体像と遺跡の特徴、性格が判明しつつある。1965年に国定歴史建造物（National Historic Landmark）に指定された。

## エトワーの主な遺構と編年
エトワーには、主要な構造物としてA - Fと名づけられた6基のマウンドが残されている。マウンドAは、エトワー最大であり、19mの高さを誇る。東側に頂部に達する通路が設けられ、張り出している。またマウンドの南側には一段低いテラス状の構造を持つ。マウンドBとマウンドCは、大体同じ大きさの頂点を平坦に作る四角錐（ピラミッド）状で、それぞれ高さ7m及び6mである。マウンドCは、時代が降ると東側に通路を設けるようになる。マウンドD, E, Fは長方形をしていて、それぞれ高さ3mである。
エトワーの祭祀センターの南側は、エトワー川で区分され、祭祀センターの周囲には半円形に「環濠」または「堀」ともいうべき大きな溝がめぐらされ、「堀」には外へ突き出すように「池」のような部分を2箇所設けていた。その「池」は船を接岸させるために用いられたのかもしれない。また「掘」の内側には防御用と考えられる柵がめぐらされていた。「堀」は22haの範囲を囲っており、防御のほか農業を行うための用水路としても利用されていたとも考えられている。
ホープウェル文化やミシシッピ文化の研究史全般に言えることだが、現在に至るまで1世紀以上にわたって発掘調査が繰り返し行われてきたにもかかわらず、調査のメスはマウンドとその周辺に偏りがちで、エトワーとそのコミュニティに関する知見は、エリート階層とその埋葬からわかることが中心である。つまり平民階層の生活などについてはほとんどわかっていないが、エトワー周辺のどの場所に平民に属する人々が暮らしていたのかはおおまかでありながらわかってきている。

### 前期及び後期エトワー相（紀元1000年頃 - 1200年頃）

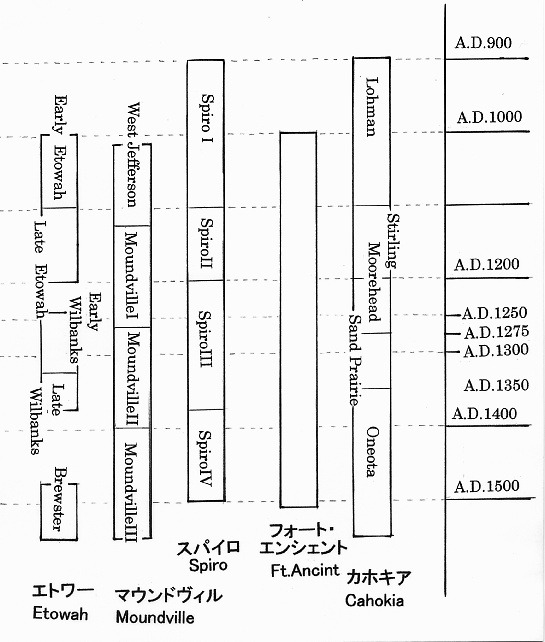
ミシシッピ文化における主な祭祀センターの編年

マウンドAが造営、機能する。マウンドBの造営始まる。
エトワーのミシシッピ文化期の居住は、紀元後1000年前後に始まったと考えられている。この時期を前期エトワー相(Early Etowah Phase)といい、遺跡の中心部に大規模な公共建築物の一部になっていく小さなマウンドがひとつ建設された。これは初期のマウンドAであることが、同マウンド及びその周辺部の調査から明らかになっている。エトワー川沿いにほかにマウンドを持つセンターがないことは、エトワーがエトワー川流域の「首都」であることを示している。
後期エトワー相（Late Etowah Phase, 紀元1100年 - 同1200年）になるとエトワー川沿いの東側に2箇所の小規模なセンターが造られた。エトワー自体は、マウンドAが引き続き機能し続け、また、マウンドBの造営がはじまる。この時期においては、三つのセンターはそれぞれ独立した首長制国家であったと考えられている。

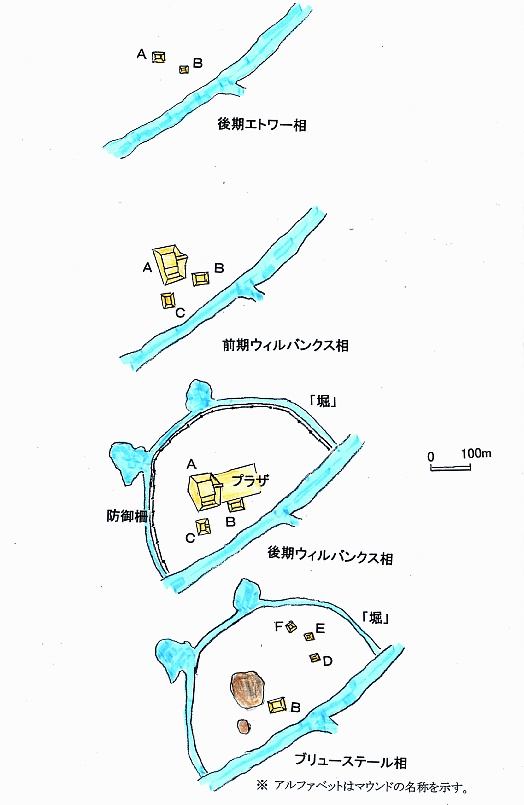
後期エトワー相からブリューステール相までのエトワーにおける建築活動の変遷

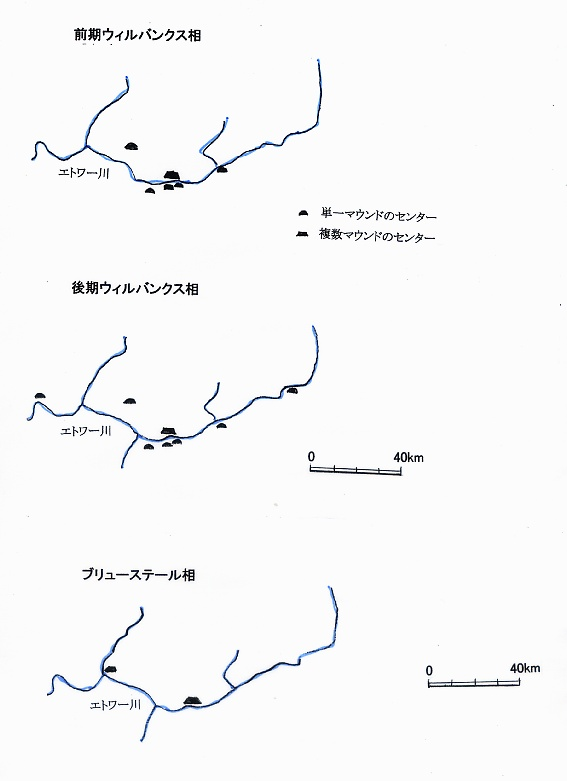
前期ウィルバンクス相からブリューステール相までのエトワー河谷の様相

### 前期ウィルバンクス相（紀元1250年頃 - 1325頃）
マウンドA及びBがさらに拡張されて、機能する。マウンドCの造営開始。
首長制国家の形成
1200年頃、三つの首長制国家は、何らかの原因で人口の流出が起こって崩壊し、再び政治的中心が出現するのは、1250年頃のエトワーの復活からである。エトワーの建築活動が再開されたこの時期を前期ウィルバンクス相（Early Wilbanks Phase）といい、1250年頃から1325年頃までがこの時期に当たる。マウンドBがより大きく拡張され、マウンドAはより巨大なものになっていった。もうひとつ特記すべきことは、マウンドCの造営が始まったことである。マウンドCは前述したようにエトワーのエリート層の埋葬施設として使用され、その豪華な副葬品で知られている。前期ウィルバンクス相ではエトワーの復活とともにその周辺でもマウンドの造営活動が活発化している。二次センターともいうべき単一のマウンドを伴う集落がエトワー川の対岸の南方や東方などに建設され、北西方向にも出現した。これは、エトワーを中心とする複雑な首長制国家が形成され、エトワー川流域を支配する核が明確になってきたことを示す。

### 後期ウィルバンクス相（紀元1325年頃 - 1375年頃）
「プラザ」、「防御柵」と「環濠」の形成及びマウンドCの副葬品の充実

首長制国家の繁栄と崩壊
後期ウィルバンクス相（Late Wilbanks Phase, 紀元1325年 - 同1375年）になると、エトワー自体が完成へと近づいていく。マウンドA, B, Cの最終段階の造営が行われる。加えてマウンドAの東側が居住区から低い石の壁で囲って内部を敷き詰めて舗装した「プラザ」（儀礼を行う広場）が形成される。「サザン・カルト」に関連するマウンドCの副葬品が出揃うのもこの時期で、マウンドCの周縁部分に、この時期の埋葬が確認されている。エトワーの周囲には半円形の「堀」ないし「環濠」がこの時期に造られ、防御柵が「堀」の内側にめぐらされる。
エトワー河谷では、前期ウィルバンクス相の時期に出現した五つの単一マウンドのセンターに加えて新たに二つの単一マウンドセンターが現れる。それは、エトワー本体からそれぞれ70km近く東方および西方に位置し、確実なことはいえないが、エトワーの首長制国家の勢力範囲ないし政治的な影響下にあったと思われる。14世紀の終わりごろにエトワーとマウンドを伴うセンターは放棄される。これは他の河川流域にまでまたがる首長制国家の衰退であったと思われる。エトワーの最期について知るには、考古学的データからその理由についていくらかの手がかりからその過程が探れる。まず、後期ウィルバンクス相の終末期には、防御柵が燃やされていることがわかっている。このような突発的な防御柵の焼失は、柵の灯火が燃え広がったか、住民によるものと想像される一方、外部からの軍事的な攻撃によるものと考えることもできる。エトワーのマウンドCで、最後に行われた埋葬活動について柵の焼失という事件に関連するとおもわれる異様な状況が確認されている。つまり、Lewis Larsonによって埋葬15と呼ばれた墓があるが、大理石製の男性の胡坐をかいた像と正座した女性の像が1体ずつと、粉々に砕かれて撒き散らされた4体の像と副葬品が発見されている。埋葬15で発見されたその像は、エトワーの首長制国家の先祖ないしはその首長のリネージ（血縁）の創設者を表していると考えられる。もしそうであるなら、埋葬15の像が破壊されていることは、そのリネージによる支配の終焉を示す象徴的な出来事といえることになる。Larsonは、埋葬15について、この像がより上層に位置する副葬品とごちゃ混ぜに攪乱されて墓の床面に撒き散らされていたことを報告している。ひとつの解釈として、この像が急いで埋められたのは、ある種の強制力によって埋められたこと、そしてそのような強制力は軍事的な攻撃に脅迫されてのことだろうと推察される。
埋葬15の被葬者の遺骸と副葬品がこなごなにされてマウンドCの頂上に向かう通路にも撒布されている状態であることは、民族誌的な解釈からも外部からの侵略者が聖域とされる神殿を荒らして略奪することと解釈されることからも、そのような暴行があったであろうことを想像させるのに十分であるように思われる。あくまでも大まかな状況証拠でしかないが、後期ウィルバンクス相のエリートたちは、暴力的な破壊による結末を迎えたと思われる。エトワーの住民は、エルナンド・デ・ソト(Hernando de Soto)と彼の軍勢が町を訪れる直前までエトワーに戻ることはなかった。

### ブリューステール相（紀元1475年頃 - 1550年頃）
マウンドBの再利用とマウンドD,E,Fの造営
ブリューステール相（Brewster Phase, 1475年 - 1550年）では、エトワーは、D, E, Fという小マウンドを造成し、マウンドBの頂上部も再利用して、再び単一の首長制国家としてよみがえった。エトワーとその西に位置するOostanaula河谷にまたがる二つの政体を結合する勢力をもっていたと考えられている。この時代のエトワーについては、デ＝ソトによってItabaの町として記述されている。Larsonによって調査されたブリューステール相のデータには、鉄斧や鉄の釘、鎖よろいの断片、剣の柄やヨーロッパ式の回転ひき臼の一部などが遺物として確認されていることをみることができる。

## マウンドCの調査史

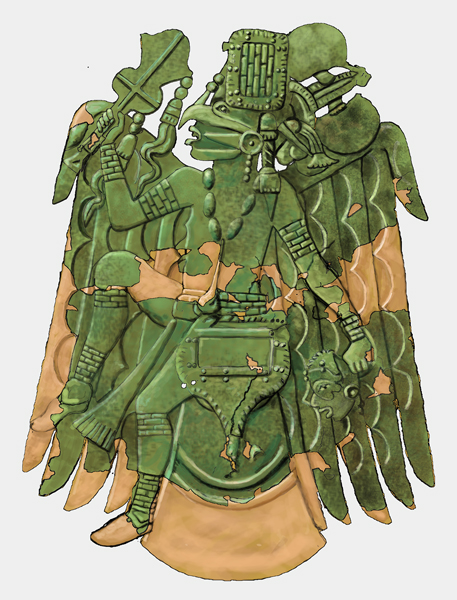
「鳥人」が刻まれたローガン＝プレートのひとつ。エトワー、マウンドC出土。

エトワーのマウンドCについて知ることは、エトワーの歴史そのものについて知ることになるくらい重要である。マウンドCについては、大きく3回の調査が行われてきた。
アメリカ民族学局(Bureau of American Ethnology)のジョン＝ローガンによる調査
まず、ワシントンのアメリカ民族学局(Bureau of American Ethnology)のサイラス＝トマスのもとで1884年にジョン＝ローガンが行った調査である。ローガンはマウンドCの頂点部分の一部を発掘して11の埋葬を発見した。ローガンがマウンドCの副葬品の性格が注目すべきものであることを最初に明らかにしたのである。ローガンはマウンドCで2枚の打ち出し細工の銅板を発見した。発見者にちなんでローガン＝プレートと呼ばれるこ銅板細工には、「鳥人」(Birdman)と呼ばれるモチーフが刻まれており、後にジェームス＝ブラウンによって「明けの明星」を表現するものとされた。
W.K.ムーアヘッドによる調査
ローガンに続いて1925年から1927年にかけてピーボディー財団の援助でW.K.ムーアヘッドがマウンドCの頂上部を大きく剥ぎ取って調査を行い、新たに111の埋葬を発見した。それらの墓の中にはおびただしい貝製の「のどあて」(Shell Gorget)、石刃、石斧をはじめさまざまな銅製の冠の破片が発見された。しかし、ローガンにしろムーアヘッドにしろ今日の考古学的な記録保存法の水準から考えれば彼らの調査は叮嚀さに欠ける、不十分なものであった。
Lewis H.Larson Jr.のジョージア州歴史協会による調査
1954年から1967年にかけてLewis H.Larson Jr.がジョージア州歴史協会として丁寧な記録保存調査を行った。
Lewis LarsonがマウンドCの調査を行うにあたって直面したのは、ローガンとムーアヘッドによるマウンドCの頂部の発掘によってあらされた部分を取り除いて調査をするという困難さであった。そのような悪条件下であっても、Larsonの精密で叮嚀な調査によってあまり注目に値しない平凡なデータとともに新たな埋葬に関する注目に値する成果があがっている。かなり大きな範囲で荒されていないマウンドCの基壇とその側面部分を確認したのである。Larsonはさらに244の埋葬を発見し、いわゆるサザン・カルト関連の儀礼に用いられたおびただしい副葬品を発見した。Larsonの調査成果で最も注目すべきものは、埋葬15から出土した彩色の施された2体の大理石製の人物座像である。また、Larsonは、マウンドCが7期、つまり7段階で築かれてきたことを明らかにした。最初の3段階は、前期ウィルバンクス相に相当し、一段階ごとにマウンドが築かれると、その周囲には防御用の壁が築かれた。埋葬されたのは、単純に掘りくぼめた墓坑か石囲いの墓であり、各時期ごとにマウンドの頂点か側面付近に埋葬された。副葬品の豊富な墳墓がマウンドの頂点部分につくられ、埋葬されたことが明らかにされている。後期ウィルバンクス相で、さらにマウンドCは4段階で造成される。そのたびごとにマウンドの周囲には防御柵が設けられた。マウンドの頂点部分は放棄され、立派な墓のほとんどが各段階ごとに北側裾野部分に沿って造られた。前段階のマウンドに盛り土がされて新段階のマウンドが築かれ、後期ウィルバンクス相の初頭にあたる4段階の時期と中葉にあたる6段階の時期に北側に造り出しが設けられた。埋葬は、単純に掘りくぼめた墓坑か丸太材で囲んだ墓のいずれかであった。マウンドが築かれた段階、過程ははっきりしているが、すべての埋葬がどの段階に属するものであるか関連付けるのは困難である。しかし、Larsonによって前期ウィルバンクス相の埋葬はマウンドの頂点部分に位置していること、前期ウィルバンクス相のマウンド側壁を囲うように同時期の防御壁の溝を検出することができたこと、後期ウィルバンクス相の埋葬は、最終段階（第8段階）の造成にともなって明確に同定することができ、造り出し部分からも埋葬を検出できたため、おおまかな時期区分は可能になった。

## マウンドCの貝製のどあてにみるエトワー＝エリート層の構造

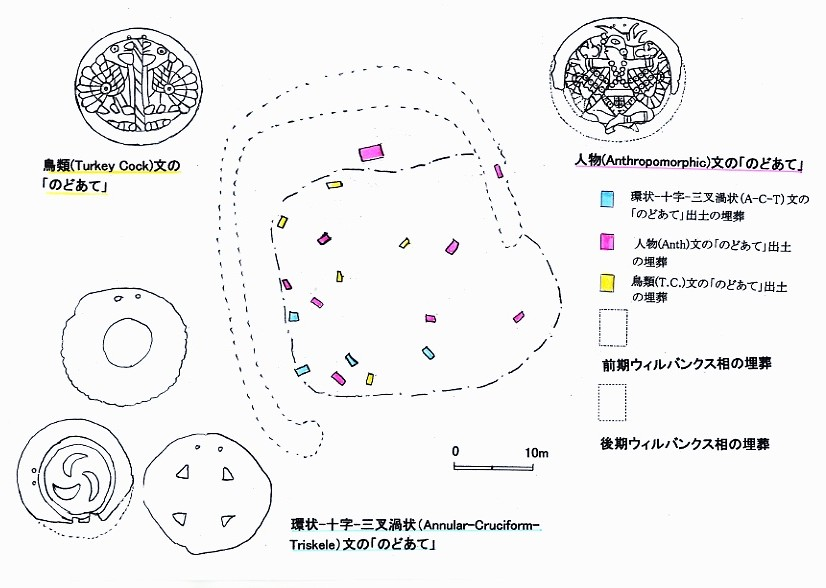
マウンドCにおける貝製「のどあて」(shell gorgets)の出土状況分布

マウンドCの空間の使われ方は、エトワーの階級構造について手がかりをあたえてくれる。Lewis H.LarsonとJeffery Brain及びPhilipsは、マウンドCの最終段階の環状の埋葬は、他のものとはっきり区別される別個のもので、埋葬がグルーピング可能であると考えた。BrainとPhilipsは、マウンドCの四隅と北側のすそにあたる部分の墓は他の墓とは別個のものと区別した。前期ウィルバンクス相の埋葬は貝製「のどあて」の文様によっていくつかのグループ分けが可能のように思われる。
ハイタワー＝スタイルと呼ばれるあたかも高い塔の上に動物や人物が向かい合ったりしがみついたり、正面を向いたりするモチーフが刻まれたもののうち、七面鳥のテーマと呼ばれるものが出土する墓と環状、巴文のような三叉の渦、十字状のものが出土する墓とに区別できる。アダム＝キングはこの貝製「のどあて」の文様に示される集団は、親族か何らかの同じものを信仰する集団であると考えている。ハイタワー＝スタイルのうち、人物像を刻んだ貝製「のどあて」は、七面鳥の集団と幾何学文の集団の間を横断的に分布しており、別の種類の集団を示していると考えられる。
前期ウィルバンクス相の墓は、四つに区分でき、それはマウンドCを四つに区分している。五つ目のものが後期ウィルバンクス相の埋葬群である。貝製「のどあて」をふくめてより多くの遺物の形状やその他の性質などで分類を行えば、より複雑なパターンがあることを解明できることが期待される。すくなくとも埋葬の配列や貝製「のどあて」の文様の分布はマウンドCの埋葬がいくつかの群に分類できることを明らかにしている。この結果は、ミシシッピ文化中部地域(Middle Mississippian)におけるエトワーのエリート階層が古典的な円錐形の階層クランモデルのような単純なひとつの拡大家族によって構成されているわけではないことを示している。エリート階層が親族を基盤とする共同体の集まり以外のものの代わりにそれらの集団がお互いに尊重されるようにする何があったのかを考える必要がある。そのようなグループを横断するようなグループは、異なった種類の地位を表す集団かダンスや医療といった特殊な行為を行うための集団である可能性も考えられる。